# Lineární zářivka
Lineární zářivka je specifický druh světelného zdroje, založený na zářivkové technologii. Lineární zářivka je zpravidla skleněná trubice, jejíž stěny jsou pokryty luminoforem, který převádí výboj zářící převážně v neviditelné části spektra na výboj zářící v části viditelné. Lineární zářivka je na rozdíl od ostatních světelných zdrojů založených na zářivkové technologii specifická tím, že nenese žádnou elektronickou výzbroj – ta je vždy celá instalována ve svítidle. Lineární zářivky jsou často chybně zařazovány k zářivkám kompaktním nebo nástrčným, od nichž se však konstrukčně liší, neboť ostatní jmenované obsahují alespoň část elektronické výzbroje.

## Popis lineární zářivky

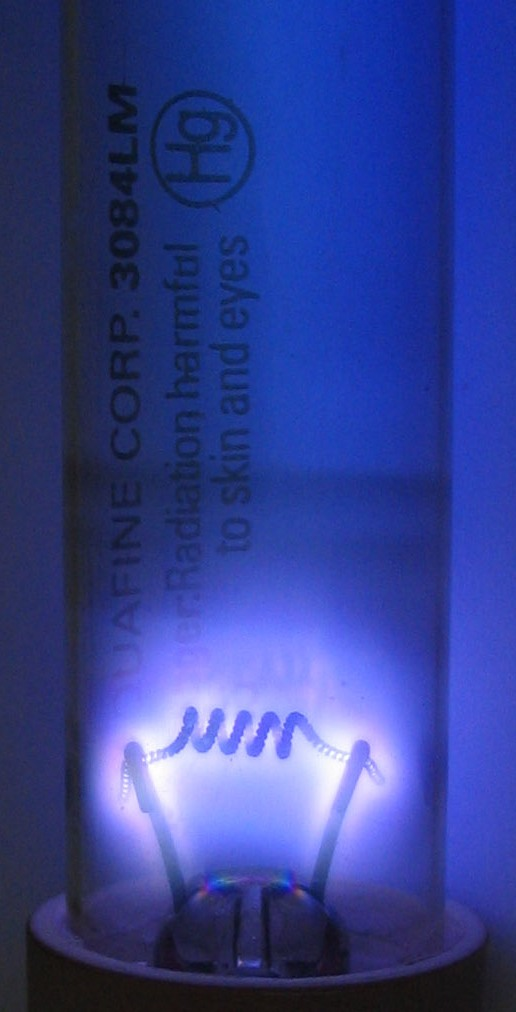

Striktně technicky vzato je lineární zářivka nízkotlaká rtuťová výbojka. Na rozdíl od zářivek kompaktních či nástrčných musí elektronickou výzbroj (obvykle je to u starších konstrukcí tlumivka a kondenzátor, u novějších pak elektronický předřadník) nést svítidlo. Zářivka je dlouhá skleněná trubice na koncích vzduchotěsně zaslepená paticí, skrze níž jsou do trubice zavedeny elektrody. Uvnitř je směs par rtuti a argonu. 
Zářivka září převážně v neviditelné části spektra, její záření se pak "převádí" vrstveným luminoforem. Laicky řečeno: kdybychom zářivku bez luminoforvé vrstvy – tedy pouze samotnou průhlednou trubici - zapojili do svítidla neviděli bychom ji zářit; pozorovali bychom pouze neurčité světélkování v odstínech tmavě fialové, podobně jako na obrázku vpravo. To proto, že zářivka v tu chvíli září tak, že je to lidskému oku nezachytitelné. Aby lidské oko vnímalo toto záření skutečně jako světlo, pak je třeba toto záření "převést" do viditelného spektra, což se dělá právě luminoforem. 
Právě tuto směs je možno namixovat tak, že je dosaženo různých teplot chromatičnosti. Komerčně nejběžnější jsou teploty:
- 2700 K – tzv. teplá bílá; světlo žlutého odstínu stejného jako klasická žárovka
- 4000 K – tzv. neutrální bílá; odstín nejčastěji užívaný pro kanceláře, dílny, provozovny apod.
- 6500 K – tzv. studená bílá; studený odstín, který někteří lidé definují jako: až modrý, či do modra, též užívaný pro kanceláře, dílny, provozovny, ale častěji nemocnice apod.

## Funkce lineární zářivky

### Startování zářivky
Po připojení do sítě nastane nejprve ve startéru doutnavý výboj, kterým se začnou ohřívat elektrody. Tím se bimetalový pásek ohýbá směrem k pevné elektrodě (proud doutnavým výbojem nestačí k rozžhavení elektrod zářivky a v důsledku nedostatku nabitých částic neprochází ani zářivkovou trubicí).
Zhruba po jedné sekundě se bimetalový pásek dotkne pevné elektrody a doutnavý výboj ve startéru zanikne. Přes tlumivku a elektrody zářivky teď protéká proud, který způsobí rozžhavení elektrod uvnitř zářivky. Žhavením emitované elektrony vytvoří kolem elektrod zářivky značnou ionizaci plynů.

### Doutnavý výboj v zářivce
Bimetalový pásek ve startéru se ochlazuje a oddaluje od pevné elektrody, čímž se přeruší elektrický proud ve startéru. Na tlumivce vlivem magnetické indukce vznikne napěťový impuls, napětí mezi elektrodami zářivkové trubice se zvýší a naskočí výboj v ionizovaném plynu s menší elektrickou pevností, následně dojde k ionizaci celého obsahu trubice a doutnavý výboj probíhá již při značně nižším napětí.
Jakmile výboj v trubici probíhá, napětí ze sítě se dělí na úbytek na zářivce a na tlumivce. To vede k poklesu napětí na tlumivce a tlumivka slouží již jen místo ochranného jalového rezistoru.
Zapalovací napětí startéru je vyšší, než provozní napětí zářivky, a proto startér znovu nezapálí. V zářivce vzniká doutnavý výboj, který vyzařuje ultrafialové záření. To se díky luminoforu, který je na stěnách zářivkové trubice přemění na záření světelné.
Všechny popsané fáze rozsvícení zářivky probíhají velmi rychle, přesto můžeme pozorovat určité zpoždění mezi stisknutím vypínače zářivky a jejím rozsvícením.

## Druhy lineárních zářivek

### Zářivky T8
Zářivkové trubice T8 jsou stále nejběžněji prodávanými trubicemi vzhledem k nízké jednotkové ceně. Mají průměr 26 mm a patici G13. Vyrábí se obvykle v 9 variantách, přičemž cca 80 % prodejů tvoří pouze tři varianty. U trubic T8 platí, že výkon určuje délku a naopak (např. 36W zářivka se vždy vyrábí v délce 120 cm, 58W zářivka v délce 150 cm, apod.). V obchodní praxi se tedy ustálila komunikace pomocí příkonů, neboť je zde zaručena, že zářivku bude možné do svítidla zamontovat, a že v něm bude svítit.

#### Přehled druhů zářivek T8
Tučně zvýrazněny nejběžnější druhy.
| Příkon (W) | Délka (mm) | Světelný tok (lm) |
| ---------- | ---------- | ----------------- |
| 10         | 470        | 650               |
| 15         | 438        | 950               |
| 16         | 720        | 1250              |
| 18         | 590        | 1300              |
| 23         | 970        | 1900              |
| 30         | 895        | 2400              |
| 36         | 1200       | 3250              |
| 58         | 1500       | 5200              |
| 70         | 1800       | 6200              |

### Zářivky T5
Zářivky T5 vznikly pozdějším vývojem jako ekonomicky (tedy v tomto případě i energeticky) efektivnější varianta zářivkových trubic. Jsou nápadně tenčí (průměr 16 mm) a mají vždy patici G5. Mají vyšší měrný světelný výkon (tedy na 1 W příkonu vydají více světla než zářivky T8), mají vyšší životnost (až 24 000 hod.) a jsou tedy i logicky dražší. Mezi další vlastnosti patří, že fungují pouze s elektronickým předřadníkem a tedy u těchto zdrojů nedochází nikdy ke stroboskopickému efektu. Dělí se na dvě stěžejní výrobkové rodiny a to HO (High output) a HE (High efficiency). Je obvyklé, že trubice ve svítidlech nejsou výměnné, tedy svítidlo je konstruováno buď na trubice HE, nebo trubice HO – existují samozřejmě svítidla vybavená předřadníky, které rozžehnou jakýkoliv typ, jsou však dražší, tudíž nemají v praktické obchodní činnosti vysoké opodstatnění. Zářivky T5 je třeba mít ve svítidle patřičně orientované, jinak hrozí problém tzv. studeného konce.

#### High efficiency
Myšlenkou výrobní řady HE je poskytnout co nejlepší měrný světelný výkon. Tedy co největší počet vydaných lm (lumen) na 1W příkonu. Tyto trubice mohou dosahovat až 104 lm/W.
| Příkon (W) | Délka (mm) | Světelný tok (lm) |
| ---------- | ---------- | ----------------- |
| 14         | 549        | 1200              |
| 21         | 849        | 1750              |
| 28         | 1149       | 2600              |
| 35         | 1449       | 3300              |

#### High output
Cílem výrobní řady high output je poskytnout co největší absolutní světelný výstup i za cenu toho, že lumenwattová výtěžnost nebude tak dobrá jako u trubice řady HO. Např. Trubice T5 řady HO o příkonu 24 W poskytuje světelný výkon 1750 lm, což je v přepočtu 72,9 lm/W, výkonově nejbližší zářivka z řady HE 21 W poskytuje také výkon 1750 lm, což je v přepočtu 83,3 lm/W, trubice HE-High efficiency je tedy de facto úspornější, avšak je také delší – zabere tedy více místa, což může být často limitujícím faktorem. Zatímco u řady HO vydá 1m zářivky až 4244 lm, u řady HE je to pouze 2277 lm.
| Příkon (W) | Délka (mm) | Světelný tok (lm) |
| ---------- | ---------- | ----------------- |
| 24         | 549        | 1750              |
| 39         | 849        | 3100              |
| 49         | 1449       | 4310              |
| 54         | 1149       | 4450              |
| 80         | 1449       | 6150              |